# هيت (قمر اصطناعي)
 مستكشف الطاقة العالية العابرة هيت (بالإنجليزية: High Energy Transient Explorer)‏ HETE، (المعروف أيضا باسم إكسبلورر 79) كان قمر اصطناعي فلكي أمريكي بمشاركة دولية (وخصوصا اليابان وفرنسا).كان الهدف الرئيسي من مهمة هيت تنفيذ أول دراسة متعددة الموجات لانفجارات أشعة غاما والأشعة فوق البنفسجية والأشعة السينية، وأجهزة أشعة غاما مجمعة على متن مركبة فضائية واحدة مدمجة.من السمات الفريدة لبعثة هيت قدرتها على تحديد مواقع انفجارات أشعة غاما بدقة 10 ثانية قوسية في الوقت الحقيقي تقريبا على متن المركبة الفضائية، ونقل هذه المواقع مباشرة إلى شبكة من المستقبلات في المراصد الأرضية، مما يسمح بدراسة سريعة متتابعة ودقيقة في نطاق موجات الراديو، والأشعة تحت الحمراء والنطاقات البصرية.صممت وبنيت المركبة الفضائية الأولى هيت من قبل شركة إيروسترو-هرندون وتم بناء القمر البديل، هيت-2، من قبل معهد ماساتشوستس للتكنولوجيا استنادا إلى تصميم هيت الأصلي.

## محاولات الإطلاق
بعثة هيت الأولى فقدت خلال إطلاقها في 4 نوفمبر 1996.بالرغم من تحقيق صاروخ بيغاسوس مدارا جيدا، لكن البراغي المتفجرة التي كانت مهمتها تحرير هيت من قمر اصطناعي آخر (القمر الأرجنتيني-SAC-B) ومن الغلاف المغلق المزدوج فشلت في الشحن، مما أدى إلى فقد القمرين بسبب فشل البطارية المسؤولة عن هذه البراغي في مرحلة الصاروخ الثالثة.
أطلق مستكشف الطاقة العالية العابرة 2 هيت -2 في 9 أكتوبر 2000 وكان مشابها لهيت الأول، لكن تم استبدال كاميرا الأشعة فوق البنفسجية وأضيفت كاميرا أشعة سينية إضافية ذات قدرة ودقة أعلى على تحديد المواقع من جهاز الأشعة السينية الأصلي.وضع هيت-2 في مدار أرضي على ارتفاع 625 كم مع ميل قدرة 0-2 درجة.

## معرض صور

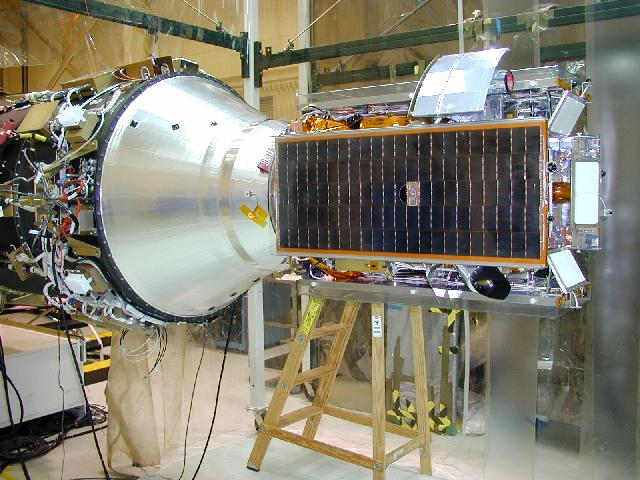
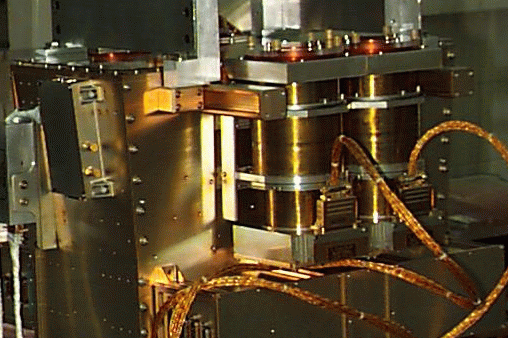
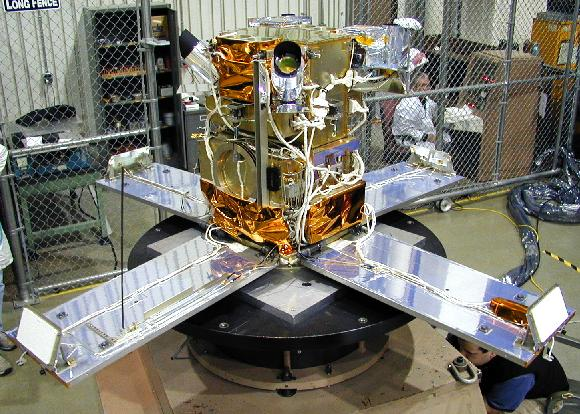
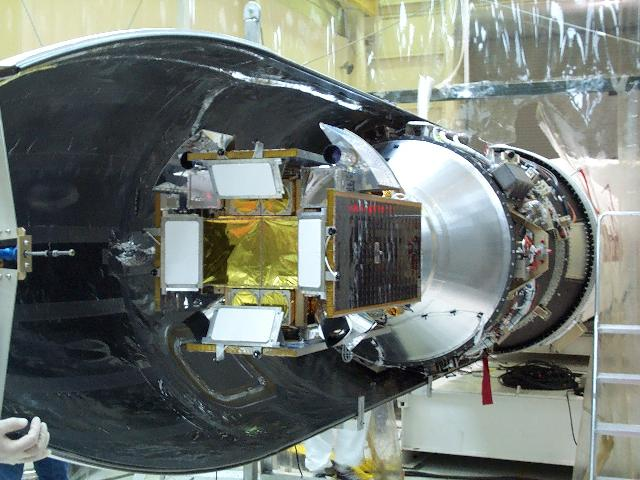
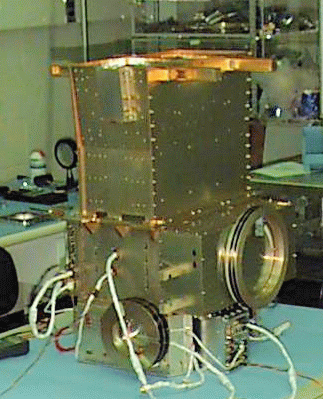